# Église Notre-Dame-du-Bon-Conseil de Wattrelos
Pour les articles homonymes, voir Église Notre-Dame-du-Bon-Conseil.
L'église Notre-Dame-du-Bon-Conseil est un ancien édifice religieux catholique français de Wattrelos dans le département du Nord. Construite en 1909 et démolie en 2012, elle desservait le quartier de Beaulieu.

## Histoire et description
Cette église de briques néogothique d'une élégance fort simple, dédiée à Notre Dame du Bon Conseil, a été construite en 1909 afin de répondre à l'afflux de populations des campagnes du Nord engagées dans l'industrie en pleine croissance à cette époque. L'église en forme de croix latine possédait un petit clocher au-dessus du portail coiffé d'une flèche d'ardoises.
À la fin du XXe siècle, l'église connaît des problèmes d'entretien et le diocèse de Lille qui est propriétaire de l'édifice n'a pas les moyens de la faire restaurer. À cause de la baisse de la fréquentation des églises et par manque de ressources du diocèse, Mgr Defois décide de fermer l'église qui se dégrade de plus en plus et elle est désacralisée. Finalement au bout de dix ans, il est décidé de la démolir.
La cloche Marie-Angélique est descendue en mai 2011 et confiée au centre culturel et de loisirs Saint-Marcel de Beaulieu. L'un des vitraux est offert au centre paroissial Saint-Pierre de Wattrelos, ancienne chapelle devenue espace de rencontre pour la paroisse. L'église est démolie complètement en janvier 2012. Elle laisse la place à des logements.